# Izanami curtispina
Izanami curtispina is een krabbensoort uit de familie van de Matutidae. De wetenschappelijke naam van de soort is voor het eerst geldig gepubliceerd in 1961 door Sakai.